# PALB2
PALB2 (acronyme anglais de "Partner and localizer of BRCA2") est une protéine dont le gène est PALB2 et qui intervient dans la maladie de Fanconi et le cancer du sein.

## Rôle
PALB2 forme un oligomère qui se fixe sur l'ADN lésé, permettant à la protéine BRCA2 d'intervenir dans sa réparation. PALB2 permet également l'interaction entre le BRCA1 et le BRCA2.

## En médecine
Une mutation sur les deux allèles de PALB2 provoque l'anémie de Fanconi. Une mutation invalidante sur l'un des deux allèles augmente le risque de cancer du sein et du pancréas, même si le gène BRCA1 et BRCA2 ne sont pas atteints. Ces mutations restent rares (moins de 4 % de la population). Le risque de cancer du sein est multiplié entre cinq et huit fois chez les porteurs d'une mutation sur le PALB2.